# Allerheiligenkirche (Warngau)

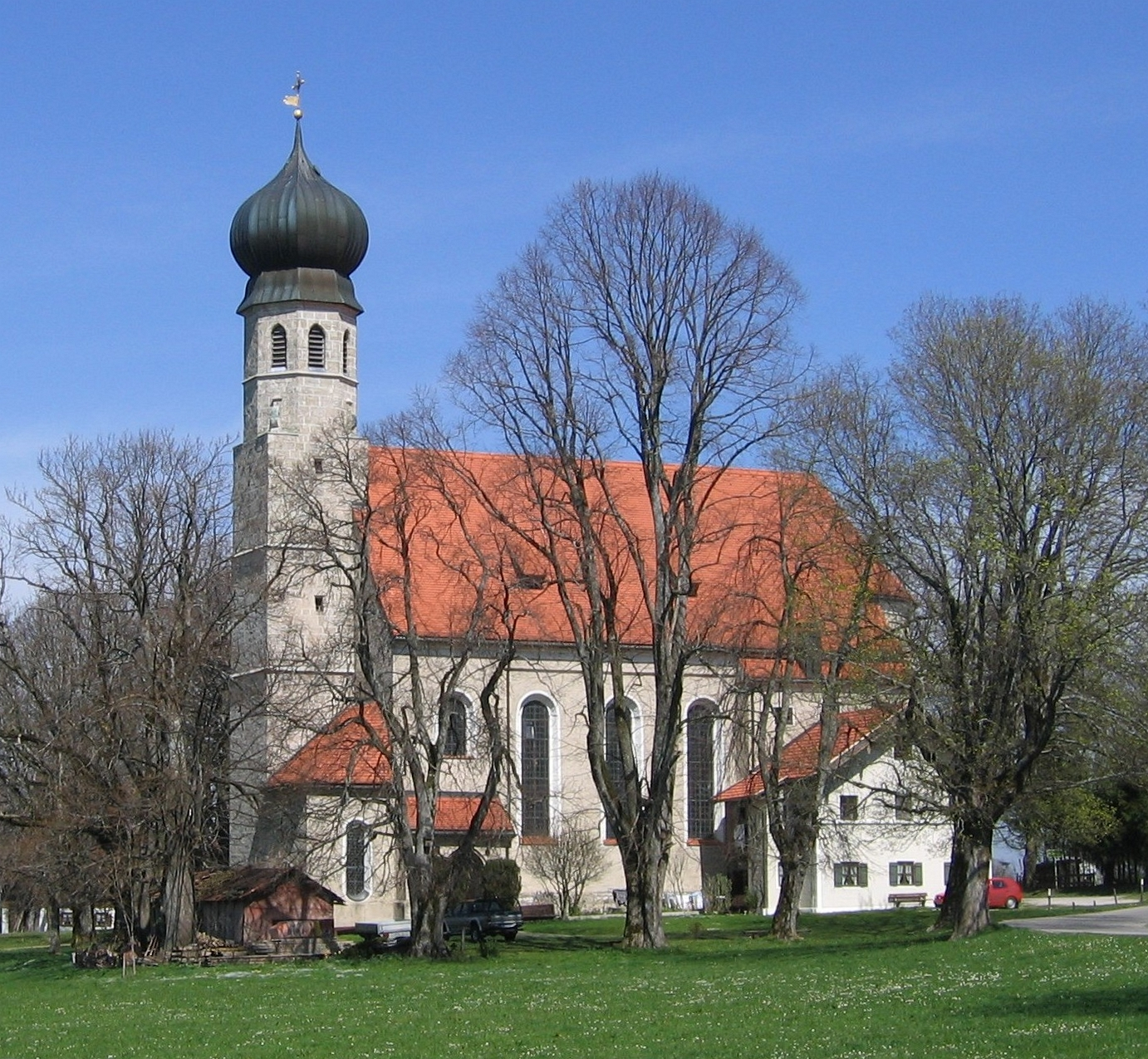
Ansicht von Süden

Die Allerheiligenkirche ist eine Wallfahrtskirche in der oberbayerischen Gemeinde Warngau und Namensgeberin des gleichnamigen Ortsteils Allerheiligen. Sie liegt circa einen Kilometer südlich von Oberwarngau.
Nach dem Eisenbahnunfall von Warngau am 8. Juni 1975 wurden hier die 41 Todesopfer aufgebahrt.

## Bauwerk
Die Kirche wurde erstmals 1476 in einer Urkunde des Klosters Tegernsee erwähnt. Bekannt sind zwei Vorgängerbauten im 15. und 16. Jahrhundert. In der Mitte des 18. Jahrhunderts wurde das heutige Bauwerk barockisiert. Die letzte Renovierung wurde von 1983 bis 1989 durchgeführt.

## Ausstattung
Das Gemälde des Hochaltars wurde von Johann Sebastian Degler bereits für die Vorgängerkirche erschaffen.
In der Kirche sind circa 60 Votivtafeln zu sehen, die die Wallfahrt nach Allerheiligen zeigen. Die älteste stammt aus dem Jahr 1682.

## Leonhardiwallfahrt
Am vierten Sonntag im Oktober findet jährlich eine Leonhardifahrt der Kutscher und Reiter aus den umliegenden Ortschaften statt. Dieses Brauchtum findet seit dem 23. Oktober 1983 nach über 80-jähriger Unterbrechung wieder statt.